# جامعة الجمارك والمالية
جامعة الجمارك والمالية مؤسسة تعليم عالي أوكرانية، (بالأوكرانية: Університет митної справи та фінансів) هي جامعة تقع في دنيبروبتروفسك أوبلاست، أوكرانيا. تأسست هذه الجامعة في سنة 2014